# Pontia kozlovi
Pontia kozlovi är en fjärilsart som först beskrevs av Sergei Nikolaevich Alphéraky 1897.  Pontia kozlovi ingår i släktet Pontia och familjen vitfjärilar. Inga underarter finns listade i Catalogue of Life.